# 2022年冬季奥林匹克运动会美属萨摩亚代表团
2022年冬季奥林匹克运动会美属萨摩亚代表团是美属萨摩亚所派出的2022年冬季奥林匹克运动会代表团。这是美属萨摩亚时隔28年重返冬季奥运赛场。

## 钢架雪车
曾参加约半年前举办的2020东京奥运的內森·克倫普頓凭借2021–22赛季钢架雪车世界杯之表现，得以成为历史上首位代表美属萨摩亚参加钢架雪车项目的选手，及历史上首位同时获得夏奥和冬奥参赛资格的美属萨摩亚籍选手。
| 运动员        | 项目 | 第一次  | 第一次 | 第二次  | 第二次 | 第三次  | 第三次 | 第四次  | 第四次 | 总计    | 总计 |
| 运动员        | 项目 | 时间    | 排名   | 时间    | 排名   | 时间    | 排名   | 时间    | 排名   | 时间    | 排名 |
| ------------- | ---- | ------- | ------ | ------- | ------ | ------- | ------ | ------- | ------ | ------- | ---- |
| 內森·克倫普頓 | 男子 | 1:02.06 | 22     | 1:01.65 | 17     | 1:01.60 | 17     | 1:01.49 | 18     | 4:06.80 | 19   |